# Sanctuaire de la Bienheureuse-Vierge-du-Saint-Rosaire
Le Sanctuaire de la Bienheureuse-Vierge-du-Saint-Rosaire (Santuario della Beata Vergine del Santo Rosario) est une église du XVIIe siècle édifiée sur le territoire de la commune de Fontanellato, dans la province de Parme, en Italie. Son clocher est visible de l'autoroute A1, près de la sortie de Fidenza.
Le sanctuaire est desservi par des moines dominicains.

## Histoire
Durant la deuxième moitié du XVIe siècle, à Fontanellato il y avait une petite chapelle utilisée par une confraternité consacrée à la Vergine del Santo Rosario. La construction de l'église actuelle commence en 1641 pour se terminer en 1660 avec le couronnement de la statue de la Vierge par l'évêque de Fidenza, Mgr Alessandro Pallavicini, OSB. La construction d'un nouveau couvent débute en 1672. Sa façade est élevée en 1680.
Ferdinand Ier retire en 1769 le service du sanctuaire aux dominicains, mais celui-ci leur revient en 1775. Après la suppression des ordres monastiques, ordonnée par Napoléon en 1805, le couvent devient le siège de l'École des filles de la Charité (sœurs canossiennes), et l'école masculine de Saint-Étienne reçoit le nom de Corps de l'industrie.
En août 1903, le titre de basilique mineure est octroyé au sanctuaire par le pape Pie X. En 1913-1920 l'architecte Lamberto Cusani remplace l'ancienne façade par une autre, monumentale, de style néo-baroque, et, en 1925, un orphelinat est inauguré. Lors de la Seconde Guerre mondiale, l'orphelinat est réquisitionné pour servir de prison puis est bombardé par les Alliés. Rouvert en 1948, il ferme définitivement en 1982 ; la même année, une statue de bronze du cardinal Andrea Carlo Ferrari, sculptée par Hamlet Cataldi, est placée au sanctuaire.
En 1978, un cloître intérieur est adjoint au monastère.

## Structure
L'église est en forme d'une croix latine, avec une seule nef et quatre chapelles latérales. Le transept et le chœur sont de taille limitée. L'autel est précédé par le chancel en marbre datant de la fin du XVIIe siècle. L'ajout d'un sol en marbre au presbytère a été commandité par le comte Alessandro.
Depuis 1699, il y a un orgue et les actuels organistes sont père Daniele Mazzoleni, Roberto Marchesi et Leonardo Pontremoli.
Dans le sanctuaire, de nombreux ex-voto offerts par les fidèles depuis le XVIIe siècle sont conservés dans la galerie des grâces, près de la sacristie.